# Tanzania i olympiska sommarspelen 2012
Tanzania deltog i de olympiska sommarspelen 2012 som ägde rum i London i Storbritannien mellan den 27 juli och den 12 augusti 2012. Ingen av landets deltagare erövrade någon medalj.

## Boxning
- Huvudartikel: Boxning vid olympiska sommarspelen 2012

Herrar
| Boxare                 | Gren       | Sextondelsfinal      | Åttondelsfinal       | Kvartsfinal          | Semifinal            | Final                | Final            |
| Boxare                 | Gren       | Motståndare Resultat | Motståndare Resultat | Motståndare Resultat | Motståndare Resultat | Motståndare Resultat | Placering        |
| ---------------------- | ---------- | -------------------- | -------------------- | -------------------- | -------------------- | -------------------- | ---------------- |
| Selemani Salum Kidunda | Weltervikt | Belous (MDA) L 7–20  | Gick inte vidare     | Gick inte vidare     | Gick inte vidare     | Gick inte vidare     | Gick inte vidare |

## Friidrott
- Huvudartikel: Friidrott vid olympiska sommarspelen 2012

Förkortningar
- Notera – Placeringar gäller endast den tävlandes eget heat
- Q = Kvalificerade sig till nästa omgång via placering
- q = Kvalificerade sig på tid eller, i fältgrenarna, på placering utan att ha nått kvalgränsen
- NR = Nationellt rekord
- N/A = Omgången inte möjlig i grenen
- Bye = Idrottaren behövde inte delta i omgången

Herrar
Bana och väg
| Idrottare        | Gren    | Final    | Final     |
| Idrottare        | Gren    | Resultat | Placering |
| ---------------- | ------- | -------- | --------- |
| Faustine Mussa   | Maraton | 2:17:39  | 33        |
| Samson Ramadhani | Maraton | 2:24:53  | 66        |

Damer
Bana och väg
| Idrottare            | Gren    | Heat     | Heat      | Final            | Final            |
| Idrottare            | Gren    | Resultat | Placering | Resultat         | Placering        |
| -------------------- | ------- | -------- | --------- | ---------------- | ---------------- |
| Zakia Mrisho Mohamed | 5 000 m | 15:39.58 | 16        | Gick inte vidare | Gick inte vidare |

## Simning
- Huvudartikel: Simning vid olympiska sommarspelen 2012